# Линген, Карл Максимович
Карл Максимович Линген (нем. Carl Alexander von Lingen; 18 (30) июля 1817 — 21 февраля (4 марта) 1896) — российский врач. Тайный советник.

## Биография
Родился в Санкт-Петербурге 18 (30) июля 1817 года в семье биржевого маклера (с 1825 — купец 1-й гильдии) Магнуса фон Лингена (1791—1865); мать — Мария Генриетта, урожд. Вистингаузен (1795—1860).
В 1835 году окончил Петришуле. Затем учился на медицинском факультете Дерптского университета (1835—1837) и в Берлинском университете (1837—1841).
Службу начал 5 апреля 1843 года в госпитале Св. Петра и Павла. В 1848 году получил степень доктора медицины. С 1852 года работал врачом-ординатором, с 1862 по 1889 годы — старшим врачом в больнице Святой Марии Магдалины на Васильевском острове Санкт-Петербурга, на берегу Малой Невы напротив Тучкова моста; в 1865 году был награждён орденом Св. Анны 2-й степени, в декабре 1867 года произведён в чин действительного статского советника. Также, в 1860—1863 годах был врачом Санкт-Петербургской таможни.
С 20 мая 1883 года — тайный советник. Был врачом-консультантом по внутренним болезням при Санкт-Петербургских заведениях Ведомства учреждений императрицы Марии. Был награждён орденами: Св. Станислава 1-й степени (1872), Св. Анны 1-й ст. (1876), Св. Владимира 2-й ст. (1879).
Был женат с 24 февраля 1850 года на Марии Юлиане фон Бэр (нем. Marie Juliane von Baer; 26.01.1828, Кёнигсберг — 15.03.1900, С.-Петербург), которая была единственной дочерью (среди сыновей) профессора Карла Эрнста (Карла Максимовича) фон Бэра. Их сын, также Карл Максимович (нем. Karl Magnus von Lingen; 1851—1924), стал педагогом. Дочь Елизавета Максимовна (нем. Elisabeth Marie von Lingen; 17.03.1867 — 30.12.1928).
Умер 21 февраля (4 марта) 1896 года.